# 楊宏勝
楊宏勝 （よう こうしょう、1886年 - 1911年10月10日）は、清朝末期の革命家。別名は洪聖または洪勝、字は益三。湖北省襄陽府穀城県の出身。武昌起義直前に彭楚藩・劉復基と共に湖広総督の瑞澂に処刑され、「彭劉楊三烈士」と呼称されるようになった。

## 生涯
楊宏勝は幼い頃農民として働いた。後に武昌緑営軍に入隊したが、すぐに湖北新軍に異動することとなり、第三十標の正目（現在の班長に相当）を務めた。この頃に孫武・彭楚藩などと出会う。退役後、楊宏勝は小さな店を開き、清朝に対する革命拠点とする。
1911年3月、文学社に入会。9月に湖北革命軍の臨時総指揮部が設立されると、楊宏勝は武器輸送を担当した。10月9日夜、武器輸送中に顔面を負傷し、清軍に逮捕された。
10日早朝、瑞澂は彭楚藩・劉復基・楊宏勝の3名の斬首刑を命じた。新軍全体に動揺が走る中、革命派の金兆龍・程定国の2名が上官である陶啓勝と就寝命令違反でトラブルとなった末陶啓勝を射殺するという事件が起こる。共進会総代表である熊秉坤は、この事件に乗じて決起し、武昌起義が勃発した。

## 記念
武昌には、3人の名から取った「彭劉楊路」がある。
1931年、彼らが処刑された湖広総督東門のあった武昌造船所東門内に「三烈士亭」が建てられ、後に「彭劉楊三烈士就義処」となった。
1991年の武昌第一革命80周年を記念して、武昌区人民政府が第一革命文化祭を開催し、閲馬場堂に三烈士像が建立された。

## 映画
- 1981年の台湾映画 「辛亥双十（中国語版）」において、凌峰が楊宏勝を演じた。
- 2005年の中国放映のテレビドラマ「武昌首義」において、薛天志が楊宏勝を演じた。
- 2011年の香港映画「1911」において、張和星が楊宏勝を演じた。